# Stepan Stepanovitch Apraxine
Pour les articles homonymes, voir Apraxine.
Le comte Stepan Stepanovitch Apraxine (en russe : Степан Степанович Апраксин), né le 13 juillet 1757 à Riga et mort le 8 février 1827 à Moscou, est un aristocrate russe qui fut général de cavalerie et gouverneur militaire de Smolensk.

## Biographie
Le comte est le fils unique du comte Stepan Fiodorovitch Apraxine (1702-1758) qui commanda les troupes russes pendant la guerre du Nord et qui meurt peu après sa naissance. Il est donc élevé par sa mère, née Agrafine Léontievna Soïmonov. Il est inscrit encore enfant au régiment de la Garde impériale Sémionovsky. il entre en service effectif à quinze ans, en tant que capitaine et cinq ans plus tard, est nommé aide de camp, puis colonel du régiment d'infanterie de Kiev, dit régiment des mousquetaires, au sein duquel il combat à la fin de la guerre russo-turque en Crimée, sous les ordres d'Antoine Bogdanovitch de Balmain (1741-1790), du général Otto Heinrich von Igelström (en) (1737-1823) et du prince Potemkine (1739-1791).
Il est à la tête en 1783 d'une brigade du 8e régiment des dragons d'Astrakhan, cette fois-ci dans le Caucase. Il s'illustre les 7 et 8 juillet 1785 dans un combat contre les Tchétchènes, au bord de la Sounja et le 2 décembre suivant dans les montagnes au-delà du Kouban. Il reçoit l'ordre de Saint-Vladimir de troisième classe pour ces faits de bravoure, et il est nommé major-général, le 12 février 1786. Quelques mois plus tard, il prend la tête du régiment.
Lorsque la guerre contre les Turcs reprend, il se trouve au siège d'Otchakov (1789) et affronte des combats difficiles. Il est nommé lieutenant-général en 1793 et l'année suivante combat l'insurrection de Kościuszko en Pologne, où il attire l'attention du général Souvorov. Apraxine est à la tête d'un corps d'armée en 1796 stationné aux frontières de la Turquie et de l'Empire autrichien. Il est nommé général de cavalerie, le 12 mars 1798 et revient à la vie civile quelques mois, pour des raisons de santé. L'accession au trône d'Alexandre Ier lui fait reprendre du service en tant qu'inspecteur des troupes de cavalerie des régions de Moscou et de Smolensk. Finalement il est nommé gouverneur militaire de Smolensk en 1803. Il reçoit l'ordre de Saint-Georges de quatrième classe quelques mois plus tard et l'ordre de Saint-Alexandre-Nevski en 1804.
Par décision de l'empereur, il est chargé en 1807 de former la 16e division d'infanterie qu'il commande pendant la guerre russo-turque du Danube, jusqu'en 1808. Il prend sa retraite et s'installe à Moscou, où il devient un hôte fastueux et apprécié. Il organise des soirées littéraires et des représentations théâtrales dans son palais, ainsi que des concerts.
Il meurt le 8 février 1827 à Moscou et est enterré au cimetière de Novodiévitchi.

## Famille

Armes des comtes Apraxine

Le comte était l'époux de la princesse Catherine Vladimirovna Galitzine, fille du prince Vladimir Borissovitch Galitzine et la princesse, née comtesse Tchernychev (1741-1837), modèle de Pouchkine pour La Dame de pique. La comtesse Apraxine était dame d'honneur à la cour, titulaire de l'Ordre de Sainte-Catherine de première classe, puis Hofmeisterin de la grande-duchesse Hélène, épouse du grand-duc Michel. Cependant le comte eut une liaison publique qui débuta à la fin des années 1780 avec la princesse Kourakine, née Narychkine (femme de Stepan Kourakine), ce qui provoqua le divorce des Kourakine en 1799, provoquant un grand scandale.
De cette union sont issus:
- Nathalie (1794-1890), épouse du général-prince Serge Sergueïevitch Galitzine (1783-1833)
- Sophie (1798-1885), épouse du général-prince Alexis Chtcherbatov (1776-1848), gouverneur civil de Moscou
- Vladimir (1796-1833), qui fut aide-de-camp de son oncle le général Dimitri Vladimirovitch Galitzine (1771-1844)

## Galerie

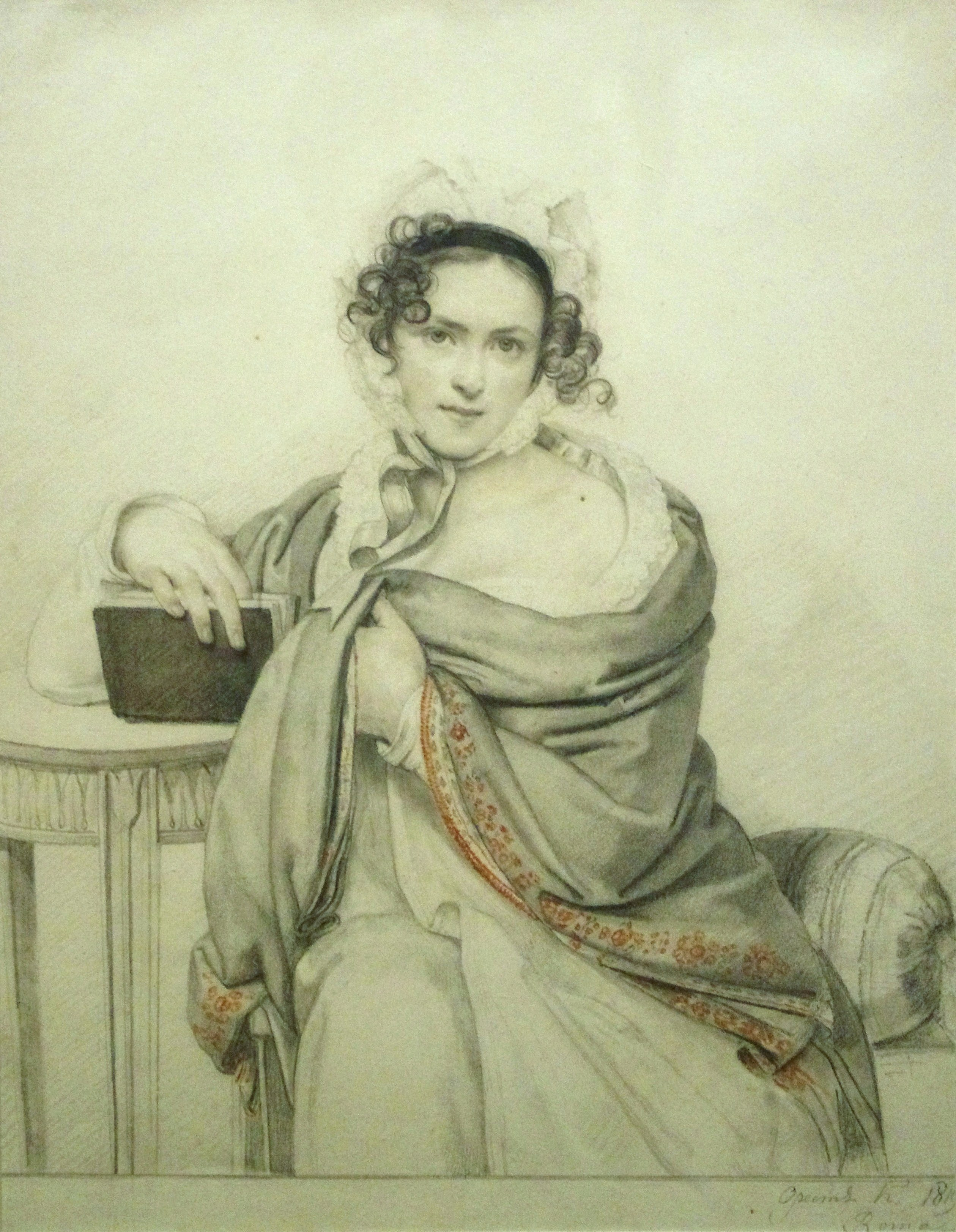
Portrait de la princesse Chtcherbatov, née comtesse Sophie Apraxine, par Oreste Kiprensky